# Нидеррордорф
Нидеррордорф (нем. Niederrohrdorf) — коммуна в Швейцарии, в кантоне Аргау.
Входит в состав округа Баден-Аргау. Население составляет 3035 человек (на 31 декабря 2007 года). Официальный код — 4035.